# Monte Neme

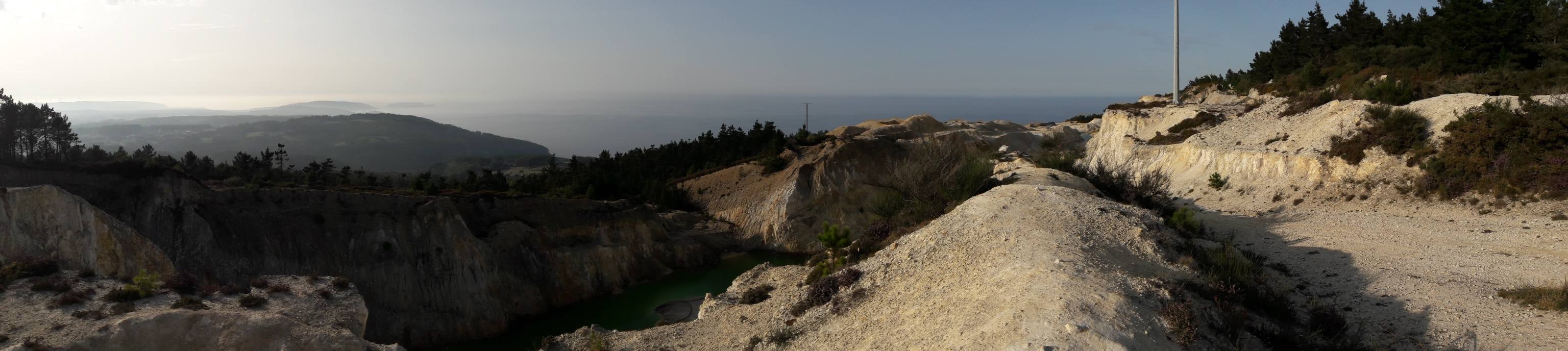
Panorámica desde el monte Neme

El Monte Neme es una montaña ubicada límite entre los ayuntamientos de Carballo y Malpica de Bergantiños (Provincia de La Coruña, España). El monte tiene 387 metros de altura. Cerca de la cumbre había un crómlech que fue destruido en los años 1960 en la construcción de la carretera de acceso.
El Monte Neme fue explotado desde 1915 como mina de wolframio y estaño y a partir de la década de 1980 como cantera de cuarzo y áridos de construcción.

## Historia y leyendas
El monte ya estaba habitado en el neolítico, muy posiblemente con asentamientos en la Edad de los Metales. Se cree también que existió un castro, que pudo perderse con las obras de minería, ya que es de este lugar de donde procede la famosa "Arracada de Cances" (pieza de orfebrería castreña) encontrada en 1950 en el Rego de Bandeira durante los trabajos en la mina, y que hoy se encuentra en el Museo de Pontevedra. El crómlech demuestra el uso sagrado del monte. En la zona existió una fuerte presencia de cultos paganos, como demuestra la tradición oral que llega a nuestros días con la creencia de fuentes purificadoras. Se cree que en el lugar se adoraba la divinidad precristiana de nombre Nemet, muy común en toda la Gallaecia. Con la llegada del cristianismo, estos lugares fueron cristianizados, y se irguió una ermita bajo la advocación de Santa Cristina. Existen además otras capillas en el monte.
En el lugar se mezclan leyendas, que le dan al monte un carácter sagrado o telúrico, de hecho la tradición oral le asignó al propio monte significados especialmente de carácter pagano y demoníaco. El nombre de Eira de las Brujas o Circo de los Juegos, hace referencia a la asociación del lugar con aquelarres y celebraciones oscuras, asociadas a la Noche de San Juan o a los solsticios. La construcción de varias iglesias, como las de Santa María de Ardaña o Santa Cristina, protegerían los vecinos de las magias.

## Crómlech
Cerca de la cumbre, en el ala sureste, orientado al naciente del monte, se encuentra un crómlech de pequeño tamaño, la "Eira de las Brujas" o "Circo de los Juegos", un conjunto lítico formado por laxes en círculo, uno de los pocos ejemplos de estas estructuras que llegaron a nuestros días en la actual Galicia. El chómlech ya había sido descrito por autores como Manuel Murguía o Luis Monteagudo.
La leyenda popular dice que en la Noche de San Juan las brujas subían al monte, lavaban la cara en la Fonte das Magas, en el lugar de Tordoya, o en otras cómo la de San Paio da Devesa o en la cascada de entrecruces; para después reunirse en el crómlech, sentando en las grandes caderas de una piedra para discutir que hacer con los vivos.
Hoy en día la Eira de las Brujas se encuentra prácticamente destruida por mor de la apertura de pistas para la actividad minera en la década de 1960. Era uno de los escasos ejemplos de círculo lítico situado en alto de un monte aislado a la orilla del mar, uno de los curiosos ejemplos que le confieren a un monte un carácter sagrado y que hasta va poco tiempo conservaba el Neme y con él las comarcas de Bergantiños y Costa de la Muerte.

## Minería

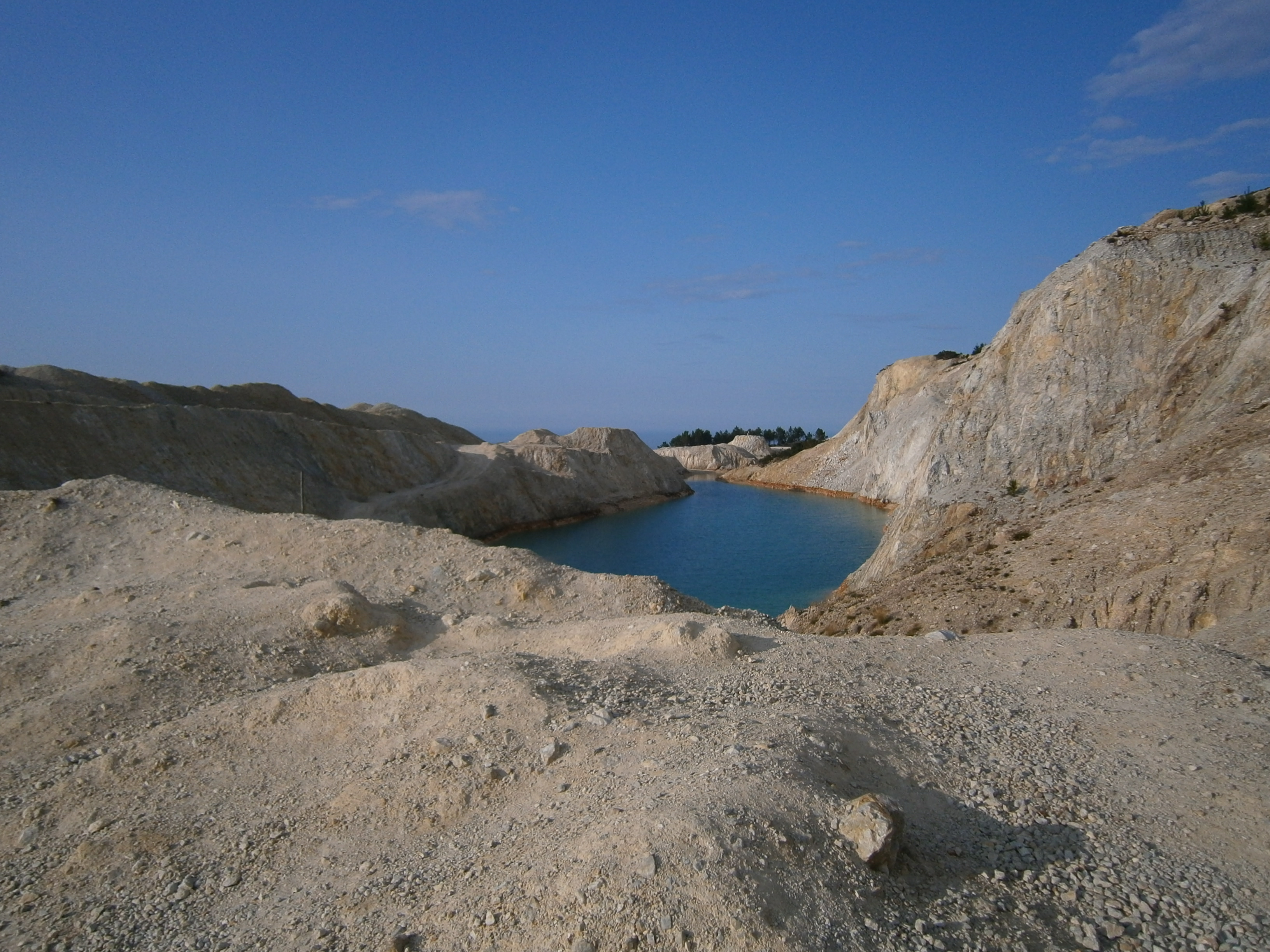
Mina abandonada del monte Neme

El monte destaca además por riqueza mineral, ya que, la diferencia de todo el occidente gallego, predomina el gneis más que el granito. Es muy posible que ya en la época romana, griega o fenicia, habían sido explotados los yacimientos de estaño del monte, elemento muy apreciado de aquella.
En los años de la Primera Guerra Mundial se inició la extracción de wolframio (material de especial importancia a comienzos del siglo XX por su uso en la industria militar para el endurecimiento del acero). Según apuntan los documentos, la primera concesión de la mina para extraer wolframio y caolinita dataría de 1923, prorrogándose en sucesivas ocasiones hasta el año 2012, cuando la mina se abandona.
Desde entonces gran parte del monte fue empleado cómo cantera y en su cumbre hay antenas de telefonía móvil, radio y televisión. La zona otrora explotada ocupa una superficie de 70.000 metros cuadrados. Además de los daños ecológicos y de la pérdida de patrimonio histórico, la explotación tiene un fuerte impacto visual.

### Recuperación
En septiembre de 2014, la Junta de Galicia anunció su intención de recuperar el monte. De intentar borrar las huellas de la actividad minera, derribando las construcciones que habían quedado abandonadas, limpiando el monte y consolidando los pozos de la cantera.
En 2017 la Junta de Galicia lo empleó como reclamo turístico, rectificando posteriormente por ser esto inadecuado (toxicidad, desastre ambiental, peligrosidad). Para hacer frente a su turistificación se constituyó, fuera del plano institucional, la Plataforma en Defensa del Monte Neme.

### Intoxicaciones en el lago
El Monte Neme fue motivo de polémica en el verano de 2019 por las denuncias en redes sociales de algunos bañistas, que se metían a un lago para conseguir "una buena foto" para Instagram, debido a su llamativo color turquesa. Varios de ellos informaron de algunos problemas de salud como vómitos y ronchones en la piel. 
A pesar de que existen carteles que prohíben el paso, no hay nada que lo impida físicamente. La asociación ecologista Salvemos Cabana pidió el sellado y drenaje del lago por los riesgos para las personas y el medio ambiente.